# لسعد الجزيري
لسعد الجزيري (مواليد 1 فبراير 1990) هو لاعب كرة قدم تونسي.

## روابط خارجية
لسعد الجزيري على موقع قاعدة بيانات كرة القدم.إي يو (الإنجليزية)
- لسعد الجزيري على موقع Soccerway.com (الإنجليزية)
- لسعد الجزيري على موقع كووورة